# 아피오스
아피오스(학명: Apios americana 아피오스 아메리카나[*])는 콩과의 여러해살이 덩굴식물이다. 미국과 캐나다 원산이며, 먹을 수 있는 열매와 덩이줄기를 얻기 위해 재배한다.
레나페, 메스콰키, 수, 오지브와, 이로쿼이, 크리, 포타와토미 등 아메리카 원주민들이 오랫동안 재배·섭취해온 작물이며, 현재는 일본 등지에서도 널리 재배된다. 경상남도, 제주도 등 한국 남부에서도 상업적 재배가 이루어지고 있다.
뿌리채소인 아피오스는 "인디언감자"로도 불리며, 콩감자(Pachyrhizus erosus)와는 다른 식물이지만 때때로 "콩감자"라 불리기도 한다. 열매인 콩은 "감자콩"이라 불린다.

## 갤러리

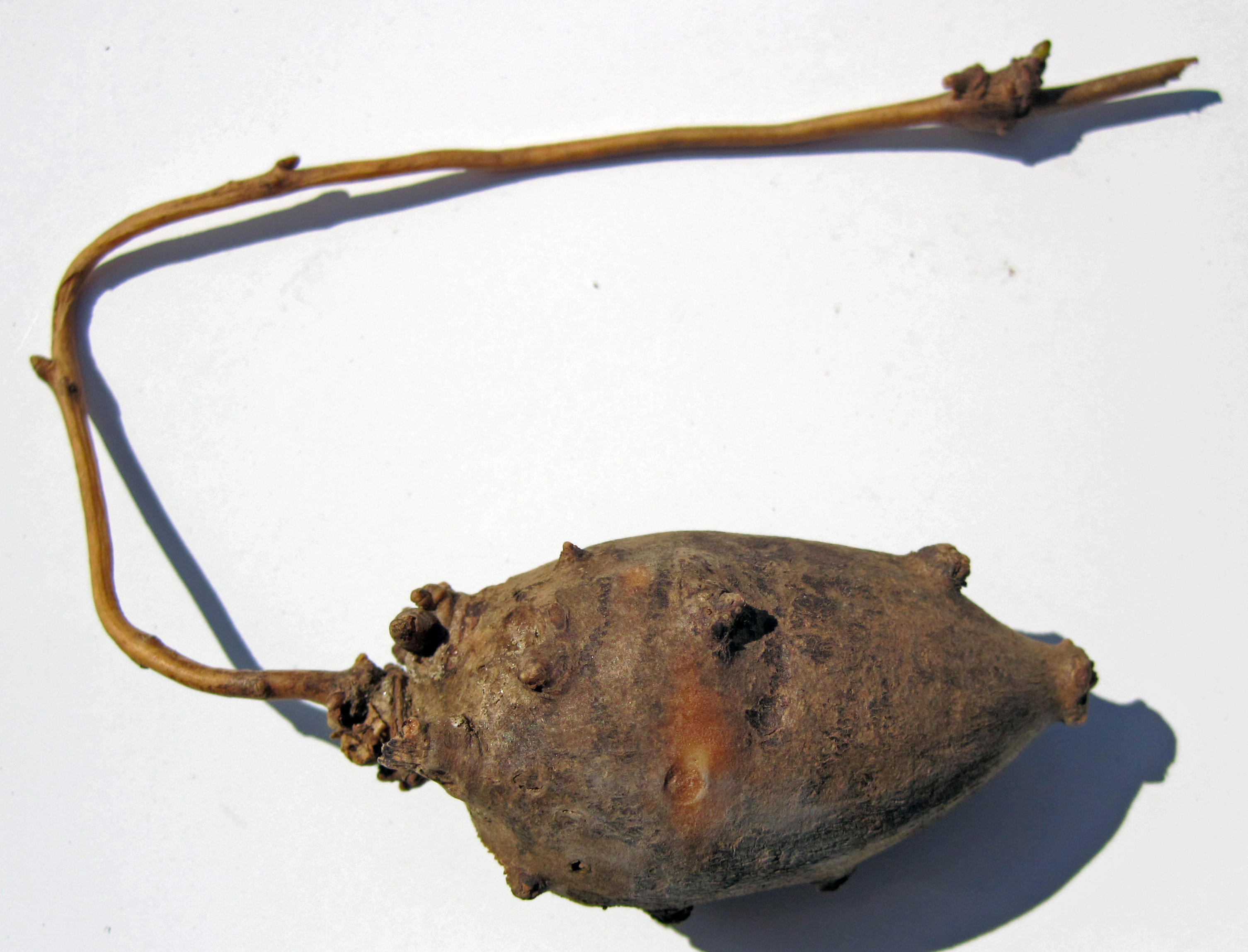
덩이줄기